# 浦沿街道
浦沿街道，中国浙江省杭州市滨江区下辖的一个街道，位于滨江区西部。辖区总面积26.44平方公里，人口6.35万人。滨江高教园区位于此地。

## 建制沿革
北宋太平兴国三年(978年)，设长兴乡。1831年，改称浦堰。1898年，改名浦沿。1996年之前属于萧山辖区。2003年，建制为街道。

## 行政区划
浦沿街道辖有：
- 社区：新浦社区、之江社区、联庄社区、冠二社区、杨家墩社区；
- 行政村：新胜村、浦联村、冠一村、山二村、东冠村、岩大房村。